# Дюраффур, Гай
Гай Дюраффур (фр. Guy Duraffourg) — французский биатлонист, участник зимних Олимпийских игр 1968 года

## Карьера
Первым крупным международным соревнованием для Гая стал чемпионат мира 1967 года в немецком Альтенберге, где он участвовал в индивидуальной гонке, в которой финишировал 48-м из 50-ти участников.
Через год он выступил на Олимпийских играх в Гренобле также в индивидуальной гонке. Показав 47-е время хода по лыжне и допустив 18 промахов на огневых рубежах, он занял 58-е место из 59-ти финишировавших биатлонистов и не был включён в состав эстафетной команды.

### Участие в Чемпионатах мира
| Год  | Место проведения | Инд | Эст |
| 1967 | ЧМ Альтенберг    | 48  | —   |

### Участие в Олимпийских играх
| Год  | Место проведения | Инд | Эст |
| 1968 | Гренобль         | 58  | —   |